# Johannes van Benthem
Johannes Franciscus Abraham Karel (Johan) van Benthem (Rijswijk, 12 giugno 1949) è un logico e docente olandese.
Johan van Benthem è Professore emerito presso l'Istituto per la Logica, il Linguaggio e la Computabilità (ILLC) dell'Università di Amsterdam. Inoltre, è professore negli Stati Uniti d'America e in Cina. Negli Stati Uniti, ha la cattedra di Professore "Henry Waldgreve Stuart" al dipartimento di filosofia della Stanford University. In Cina, è professore presso l'Università Tsinghua. Nel 1996 ha ricevuto il Premio Spinoza e nel 2015 è stato nominato membro corrispondente estero dell'American Academy of Arts and Sciences.

## Biografia
Nel 1969 van Benthem conseguì il Bachelor of Science in fisica e nel 1973 il Master of Science in matematica presso l'Università di Amsterdam. Nel 1977 completò il dottorato nello stesso ateneo sotto la supervisione di Martin Löb. Prima di diventare docente ordinario nel 2003, ebbe vari incarichi: Università di Amsterdam (dal 1973 al 1977), presso l'Università di Groningen (dal 1977 al 1986) e di nuovo come professore ad Amsterdam (dal 1986 al 2003).
Nel 1992 fu eletto membro dell'Accademia reale delle arti e delle scienze dei Paesi Bassi.
Van Benthem è noto per le sue ricerche nel campo della logica modale. La sua attività di ricerca culminò col Teorema di van Benthem, che afferma che la logica modale proposizionale è il frammento invariante sotto bisimulazione della logica del primo ordine.
Ha dato anche dei contributi nei campi della filosofia della scienza, delle strutture logiche nel linguaggio naturale (quantificatori generalizzati, grammatica categoriale, teoria della dimostrazione substrutturale), della logica dinamica e dell'applicazione della logica alla teoria dei giochi e, all'inverso, nell'applicazione della teoria dei giochi dalla teoria alla logica (semantica dei giochi).
Membro del gruppo di ricercatori che pubblica collettivamente con lo pseudonimo di L. T. F. Gamut, ha insegnato in Cina e si è adoperato per una maggiore collaborazione fra logici cinesi ed occidentali.
Nel settembre 2014 si è ritirato dall'Istituto per la Logica, il Linguaggio e la Computabilità.

## Opere
- Logic in action, North Holland, 1991.
- Handbook of Logic and Language, con Alice ter Meulen, Elsevier/MIT Press, 1997.
- Modal Logic: A Semantic Perspective, con Patrick Blackburn.
- Modal Logic for Open Minds,  CSLI Publications, 2010.
- Logical Dynamics of Information and Interaction, Cambridge University Press 2011.
- Logic in Games, MIT Press, gennaio 2014.